# PCHA 1913/14
Die Saison 1913/14 war die dritte reguläre Saison der Pacific Coast Hockey Association (PCHA). Meister wurden die Victoria Aristocrats.

## Modus
In der Regulären Saison absolvierten die drei Mannschaften jeweils zwischen 15 und 16 Spielen. Der Erstplatzierte nach der regulären Saison wurde Meister. Für einen Sieg erhielt jede Mannschaft zwei Punkte, bei einem Unentschieden einen Punkt und bei einer Niederlage null Punkte.

## Saisonverlauf

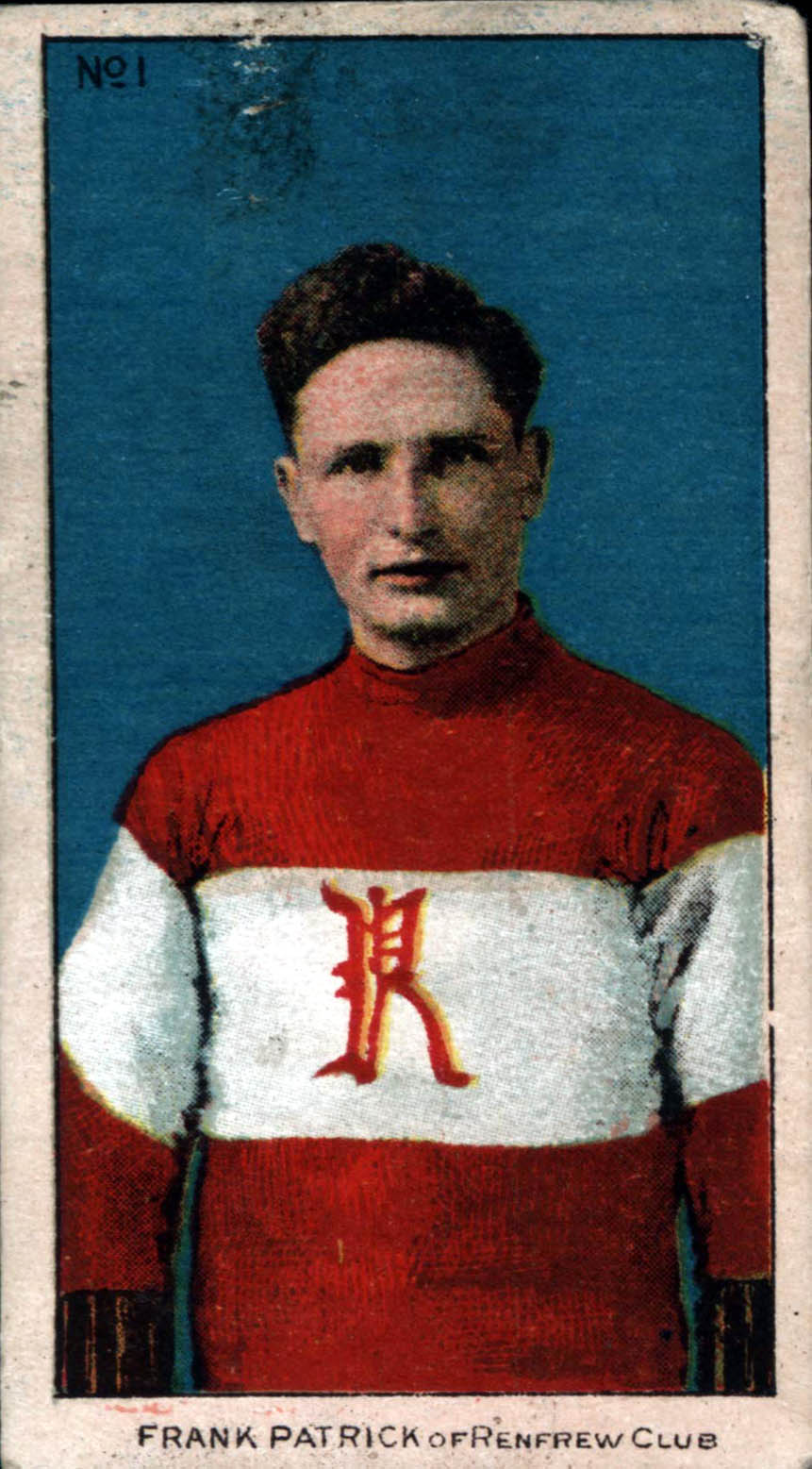
Der neue Ligapräsident Frank Patrick

Vor der Spielzeit wurde Frank Patrick zum neuen Ligapräsident ernannt. Wichtige Neuerungen waren die Einführung von drei gleich großen Zonen des Spielfelds, getrennt durch blaue Linien, sowie das Gestatten des Vorwärtspasses in der neutralen Zone. Bekannte Neuzugänge aus der NHA waren Dubbie Kerr sowie Didier Pitre. Mit Frank Nighbor (Vancouver) und Lester Patrick (Victoria) fielen zwei Führungsspieler wegen einer gebrochenen Hand bzw. eines gebrochenen Arms bis Ende Januar aus. Zum Zeitpunkt als Lester Patrick, der gleichzeitig Trainer des Teams aus Victoria war, wiesen die Aristocrats mit 4:5 Siegen eine negative Bilanz auf, gewannen jedoch nach seiner Rückkehr alle übrigen sechs Spiele und wurden noch Meister. Topscorer der Liga mit 32 Punkten wurde Cyclone Taylor, bester Torschütze mit 23 Toren war Tommy Dunderdale.

## Tabelle Reguläre Saison
Abkürzungen: GP = Spiele, W = Siege, L = Niederlagen, T = Unentschieden, GF = Erzielte Tore, GA = Gegentore, Pts = Punkte
|                        | GP | W  | L | T | GF | GA | Pts |
| ---------------------- | -- | -- | - | - | -- | -- | --- |
| Victoria Aristocrats   | 15 | 10 | 5 | 0 | 80 | 67 | 20  |
| New Westminster Royals | 16 | 7  | 9 | 0 | 75 | 81 | 14  |
| Vancouver Millionaires | 15 | 6  | 9 | 0 | 76 | 83 | 12  |

## Stanley Cup Challenge
Als PCHA-Meister durften Victoria Aristocrats als erstes Team dieser Liga an den Spielen um den Stanley Cup teilnehmen. Dort trafen sie auf die Toronto Blueshirts aus der National Hockey Association, denen sie in einer Best-of-Five-Serie mit einem Sweep unterlagen. Zuvor hatten zudem die Verantwortlichen vergessen ihren Gegner offiziell herauszufordern, sodass ein Sieg der Aristocrats eventuell ohnehin nicht anerkannt worden wäre.